# Lewes
För andra betydelser, se Lewes (olika betydelser).
Lewes (engelskt uttal: [ˈluːis]
 ( lyssna)) är en stad och civil parish i grevskapet East Sussex i sydöstra England. Staden är huvudort för East Sussex och distrikt Lewes och ligger vid floden Ouse, cirka 12 kilometer nordost om Brighton. Tätorten (built-up area) hade 16 070 invånare vid folkräkningen år 2021.
Glyndebourne Festival Opera, i dagligt tal Glyndebourne, är en brittisk operafestival, som äger rum på Glyndebourne, en lantegendom utanför Lewes.